# Przejście graniczne Santa Elena
Przejście graniczne Santa Elena – przejście graniczne między Belize a Meksykiem, między miejscowościami Santa Elena w Meksyku i Santa Elena w Belize. Znajduje się ono 10 km (6 mi) od miasta Chetumal w Meksyku i 48 km (30 mi) od miasta Orange Walk w Belize. Miejsce przekroczenia granicy znajduje się na rzece Hondo.

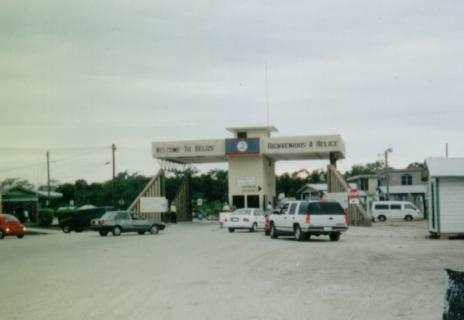
Wiata przejścia granicznego po meksykańskiej stronie